# Desmodora intermedia
Desmodora intermedia is een rondwormensoort uit de familie van de Desmodoridae. De wetenschappelijke naam van de soort is voor het eerst geldig gepubliceerd in 1940 door Allgén.